# Бијатрис (Алабама)
Бијатрис (енгл. Beatrice) град је у америчкој савезној држави Алабама. По попису становништва из 2010. у њему је живело 301 становника.

## Демографија
Према попису становништва из 2010. у граду је живело 301 становника, што је 111 (26,9%) становника мање него 2000. године.
| Група             | 2000.       | 2010.       |
| Белци             | 110 (26,7%) | 71 (23,6%)  |
| Афроамериканци    | 299 (72,6%) | 229 (76,1%) |
| Азијати           | 0 (0,0%)    | 0 (0,0%)    |
| Хиспаноамериканци | 2 (0,5%)    | 0 (0,0%)    |
| Укупно            | 412         | 301         |